# Medaille voor het Redden van Levens tijdens de Overstroming in Plauen in 1835
De Medaille voor het Redden van Levens tijdens de Overstroming in Plauen in 1835, (Duits: "Medaille für Lebensrettung bei der Überschwemmung in Plauen") was een variant van de reeks Medailles voor het Redden van Levens van het Koninkrijk Saksen.
De grote overstroming van de Weiße Elster bij Plauen in 1835 was reden om een bijzondere reddingsmedaille in te stellen. De zeldzame en daarom kostbare medaille is van massief goud of zilver en werd aan een lint op de linkerborst gedragen.